# Jardí de Vilalba
El Jardí de Vilalba és una obra historicista de la Roca del Vallès (Vallès Oriental) inclosa a l'Inventari del Patrimoni Arquitectònic de Catalunya.

## Descripció
Jardí situat a la part inferior del casal de Villalba, al qual s'accedeix per una gran escalinata de pedra. En primer terme hi ha una bassa (a la que anomenen safareig), amb quatre gerres de terracota als angles.
Hi ha un gran prat de gespa amb arbres i arbusts retallats i al fons, hi ha una porta de ferro forjat amb una data a la qual li falta una xifra: 188?.
En un espai clos per arbusts retallats, hi ha una escultura de pedra sobre pedestal, de nen amb ocellet a les mans.

## Història
Aquest jardí era format camins fets d'arbust retallat, formant dos cercles al mig, centrats per dos sortidors, i als costats horts i arbres fruiters. El gran desgast en manteniment que això suposava va obligar a reduir aquestes formes de caràcter manierista al jardí actual.
El jardí està datat a la porta: 188?.